# NGC 62
NGC 62 ist eine Balken-Spiralgalaxie vom Hubble-Typ SBa im Sternbild Walfisch südlich der Ekliptik. Sie ist schätzungsweise 291 Millionen Lichtjahre von der Milchstraße entfernt und hat einen Durchmesser von etwa 80.000 Lj.
Das Objekt wurde am 8. Oktober 1883 von dem französischen Astronomen Édouard Jean-Marie Stephan entdeckt.